# Cantone di Clermont-l'Hérault
Il Cantone di Clermont-l'Hérault è una divisione amministrativa dell'arrondissement di Lodève.
A seguito della riforma approvata con decreto del 26 febbraio 2014, che ha avuto attuazione dopo le elezioni dipartimentali del 2015, è passato da 15 a 40 comuni.

## Composizione
I 15 comuni facenti parte prima della riforma del 2014 erano:
- Aspiran
- Brignac
- Canet
- Celles
- Ceyras
- Clermont-l'Hérault
- Lacoste
- Liausson
- Mourèze
- Nébian
- Paulhan
- Saint-Félix-de-Lodez
- Salasc
- Valmascle
- Villeneuvette

Dal 2015 i comuni appartenenti al cantone sono i seguenti 40:
- Les Aires
- Aspiran
- Avène
- Bédarieux
- Le Bousquet-d'Orb
- Brenas
- Brignac
- Camplong
- Canet
- Carlencas-et-Levas
- Ceilhes-et-Rocozels
- Ceyras
- Clermont-l'Hérault
- Combes
- Dio-et-Valquières
- Graissessac
- Hérépian
- Joncels
- Lacoste
- Lamalou-les-Bains
- Liausson
- Lunas
- Mérifons
- Mourèze
- Nébian
- Octon
- Paulhan
- Pézènes-les-Mines
- Le Poujol-sur-Orb
- Le Pradal
- Saint-Étienne-Estréchoux
- Saint-Félix-de-Lodez
- Saint-Geniès-de-Varensal
- Saint-Gervais-sur-Mare
- Salasc
- Taussac-la-Billière
- La Tour-sur-Orb
- Valmascle
- Villemagne-l'Argentière
- Villeneuvette